# Guillaume II. des Barres
Guillaume II. des Barres (dt. Wilhelm, * um 1160; † 23. März 1234) war ein französischer Ritter, der besonders durch die Schlacht bei Bouvines 1214 als „der Tapferste der Tapferen“ (frz. le Brave des braves) bekannt wurde. Er war ein Sohn von Guillaume I. des Barres († 1179), von dem er die Burg Oissery erbte. Ein Verwandter von ihm war der Templergroßmeister Everard des Barres.

## Leben

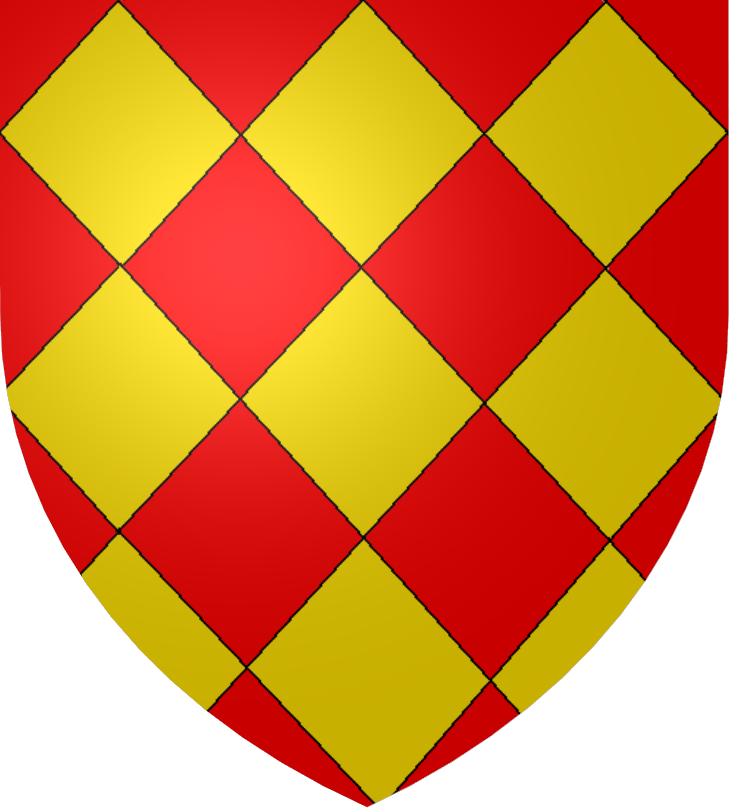
Wappen Guillaumes II. des Barres

Guillaume heiratete um das Jahr 1188 Amicia de Beaumont († September 1215), Tochter des Robert de Beaumont, 3. Earl of Leicester, Witwe des Simon IV., Graf von Montfort und Rochefort. Durch sie wurde er ein Stiefvater Simons und Guidos von Montfort. Als Regent für seinen Stiefsohn Guido wurde er Herr von La Ferté-Alais und Bréthencourt. Er hatte selbst zwei Kinder:
- Guillaume III. des Barres (* um 1185/90; † 15. November 1249 in Nikosia);
- Bure des Barres, ⚭ Guillaume I. de Mont-Saint-Jean.

Guillaume lässt sich als Ritter erstmals 1179 beim Turnier von Lagny-sur-Marne nachweisen. Dieses Turnier wurde vom Grafen von Champagne ausgerichtet und war mit über 3.000 Teilnehmern eines der größten des Mittelalters. Dabei nahmen unter anderem der junge König Heinrich von England und Guillaume le Maréchal teil. Ebenso wie schon sein Vater trat Guillaume in königliche Dienste als chevalier royaux. An der Seite König Philipps II. von Frankreich nahm er erstmals an Kämpfen in Burgund teil, wo sie 1187 in Châtillon-sur-Seine den Herzog Odo III. von Burgund gefangen nahmen.
Im Januar 1188 nahm er an den Beratungen zwischen Philipp II. von Frankreich und Heinrich II. von England über deren Teilnahme am Dritten Kreuzzug teil. In diesem Zusammenhang wird Guillaume als Graf von Rochefort bezeichnet.  Diesen Titel einschließlich der Burg Rochefort scheint er nach seiner Eheschließung mit Amicia usurpiert zu haben, Rochefort stand eigentlich seinem Stiefsohn Simon V. zu, der seinen Besitz bald wieder zurückerlangte.
Im August 1188 geriet er bei den Kämpfen um Châteauroux in die Gefangenschaft Richard Löwenherz’, des ärgsten Feindes des französischen Königs. Obwohl Guillaume sein Ehrenwort gab, keine Fluchtversuche zu unternehmen, wenn man ihn in ritterlicher Haft beließe, nahm er sofort die erste Gelegenheit zur Flucht wahr, indem er auf ein Lastpferd sprang und davonritt. Diese unritterliche Handlung blieb dem englischen König noch während des Dritten Kreuzzuges, den Guillaume im Gefolge seines Königs mitmachte, in Erinnerung. Während des Zwischenaufenthalts in Messina in auf Sizilien forderte Löwenherz ihn zu einem Lanzenstechen heraus, im Glauben Guillaume vom Pferd werfen zu können. Doch stattdessen war es Guillaume, der Löwenherz aus dem Sattel hob, worauf dieser im Zorn seine Bestrafung durch König Philipp II. forderte, die aber ausblieb.
Trotz dieser Zwischenfälle gewann Guillaume während der Belagerung von Akkon den Respekt von Richard Löwenherz und schloss sich sogar dessen Gefolge an, nachdem König Philipp II. frühzeitig wieder in die Heimat aufgebrochen war. An der Seite von Löwenherz zeichnete sich Guillaume in der Schlacht bei Arsuf (September 1191) aus, wo die Kreuzritter den Sarazenen unter Saladin eine schwere Niederlage zufügten.
Wieder in Frankreich, schloss sich Guillaume erneut König Philipp II. an und unterstützte ihn wieder beim Kampf gegen Richard Löwenherz und dessen Bruder Johann Ohneland (siehe: Angevinisches Reich). Dabei kam es am 27. Juli 1214 bei Bouvines zur entscheidenden Schlacht bei Bouvines gegen den römisch-deutschen Kaiser Otto IV., der ein Neffe und Verbündeter Johann Ohnelands war. In diesem Kampf geriet König Philipp II. in äußerste Gefahr, nachdem er von der flämischen Infanterie des Kaisers vom Pferd gezogen wurde. Gerettet wurde der König von Guillaume, der mit einer Attacke den König aus seiner Bedrängnis befreien konnte und so dessen Bergung in den Schutz der eigenen Reihen ermöglichte. Gleichzeitig war dies das Signal für die anderen königlichen Ritter, in die Schlacht einzusteigen, da nun auch der Kaiser und seine sächsischen Ritter direkt in den Kampf eingriffen. Zusammen mit den Rittern Pierre de Mauvoisin und Gérard la Truie wandte sich Guillaume direkt gegen den Kaiser. Guillaume schlug mit seinem Schwert auf den Helm des Kaisers ein, während Mauvoisin die Zügel des kaiserlichen Pferdes ergriff. Zugleich versuchte Turie mit einem Dolch auf den Kaiser einzustechen, traf aber stattdessen ein Auge von dessen Pferd, das tot zusammenbrach. Der Kaiser konnte nun seinerseits einer Gefangennahme entgehen, nachdem ihn seine eigenen Ritter rechtzeitig retteten. Dennoch bedeutete dies den Sieg für die Franzosen, da der Kaiser das Feld fluchtartig verließ.
Guillaume II. des Barres starb 1234 im Damenstift von Fontaine-les-Nonnes bei Meaux, wo er auch bestattet wurde. Seine Taten wurden hauptsächlich in den Biographien der La Philippide und der Gesta Philippi Augusti des königlichen Chronisten Guillaume le Breton beschrieben.